# The Wild Women of Wongo
The Wild Women of Wongo – amerykański film przygodowy z 1958 roku.

## Fabuła
Akcja toczy się w czasach prehistorycznych na dwóch tropikalnych wyspach. Na jednej z wysp – Wongo, mieszka społeczność ludzka, gdzie mężczyźni są prymitywni i brzydcy, a kobiety piękne. Z kolei na drugiej z nich – Goona, jest odwrotnie – kobiety są odrażające, a mężczyźni przystojni. Obie społeczności nie wiedzą nawzajem o swoim istnieniu. Wkrótce kobiety z Wongo dowiadują się przypadkowo o istnieniu wyspy z przystojnymi mężczyznami. Decydują się popłynąć tam i porwać dla siebie narzeczonych.

## Obsada
- Jean Hawkshaw – Omoo
- Mary Ann Webb – Mona
- Cande Gerrard – Ahtee
- Adrienne Bourbeau – Wana
- Marie Goodhart, Michelle Lamarck, Joyce Nizzari, Val Phillips, Jo Elaine Wagner – kobiety z Wongo
- Pat Crowley, Ray Rotello, Billy Day, Burt Parker, Robert Serrecchia, Whitey Hart – mężczyźni z Wongo
- Barbara Lee Babbitt, Bernadette, Elaine Krasher, Lillian Melek, Iris Rautenberg, Roberta Wagner – kobiety z Goona
- Johnny Walsh – Engor
- Ed Fury – Gahbo
- Roy Murray, Steve Klisanin, Walter Knoch, Ronald Mankowski, Gerry Roslund, Varden Spencer, Kenneth Vitulli – mężczyźni z Goona
- Rex Richards – król Wongo
- Burt Williams – król Goona
- Zuni Dyer – kapłanka
- Olga Suarez – duch kapłanki